# Farigia dognini
Farigia dognini är en fjärilsart som beskrevs av Felix Bryk 1953. Farigia dognini ingår i släktet Farigia och familjen tandspinnare. Inga underarter finns listade i Catalogue of Life.